# Grue I
Grus I
Grue I (désignation internationale Grus I, en abrégé Gru I) est une galaxie naine découverte en 2015 par Sergey E. Koposov, Vasily Belokurov, Gabriel Torrealba et N. Wyn Evans. Satellite de notre galaxie, la Voie lactée, elle est une des composantes du sous-groupe local. Elle est située à une distance d'environ 120 kiloparsecs du Soleil, dans la constellation australe de la Grue.